# Покълване
Покълването е биологичният процес на поява и първоначално порастване на растение от семе и включва активиране на метаболитните механизми и възникването на първоначалните корен и стъбло. Малкото растение се нарича семеначе.

Покълването на семената е преходът на растителните семена от латентност към активен живот, началният етап от онтогенезата на растенията, при който се образува кълн. Възниква при наличие на влага и кислород, подходящи температурни и светлинни условия. В процеса на покълване се засилва метаболизмът в ембриона и ендосперма; семената набъбват във вода, нишестето, мазнините и протеините се разграждат до захар, мастни киселини и аминокиселини. Обикновено първо покълва коренът, а след това хипокотилът или епикотилът (при различни растения).
При недостиг на кислород се натрупват вредни за ембриона вещества – етилов алкохол, млечна киселина, амоняк; при липса на температура, притокът на вода в семената и активирането на метаболизма се намаляват, съотношението на различни регулатори на растежа се нарушава. Част от семената не покълват при подходящи условия, поради твърдостта на обвивките и неизлизане от латентност; в този случай е възможно механично увреждане на капаците.

## Фазы прорастания семян
Периодът на поникване се състои от последователни етапи – фази на поникване. Всяка фаза има определена продължителност, определени биохимични и морфологични промени, настъпващи в семето, както и определени изисквания към условията на околната среда.
Фази на покълване на семената:
- водна абсорбция;
- подуване и кълване;
- растеж на първични корени;
- развитие на кълнове;
- образуването на разсад.

Фаза на абсорбция на вода
Сухите семена в покой абсорбират вода от въздуха (ако относителната му влажност е над 75%) или от всякакъв субстрат, докато настъпи критичната влажност, която е строго определена стойност за всяка култура. Постъпилата вода се абсорбира от хидрофилните колоиди на семето. Водата е включена в съдържанието на клетката, където се свързва с различните си съединения, поради което не се наблюдава забележимо активиране на биохимични процеси в семето и не се наблюдават промени в морфологията. Абсорбцията на вода може до известна степен да увеличи интензивността на дишането на семената (2-3 пъти до края на фазата), но общото му ниво остава много ниско.
Основата на фазата на водопоглъщане е физикохимично явление, сорбция.
Продължителността на фазата зависи от състоянието на семената, температурата и влажността на субстрата, с който семето влиза в контакт. Доста дълго време, ако влагата идва от въздуха, много кратко, ако семената са във вода. В последния случай обаче е необходимо още известно време за равномерно насищане на клетките и едва след такова разпределение на влагата започва втората фаза.
Фаза на набъбване на семената
Започва с появата на свободна влага в семената. Активира жизнената дейност на клетките, засилва хидролитичните процеси, активира ензимната система и води до преструктуриране на колоидите. В този случай дихателният коефициент се увеличава стотици и дори хиляди пъти. Фазата завършва с кълване.
Молекулите на водата проникват в средата на високомолекулните съединения и раздалечават отделни връзки във веригата на техните молекули. Всичко това причинява не само отслабване на самите вериги на молекулите, но също така е придружено от хидролизата на последните, което води до интензификация на всички жизнени процеси. В процеса на набъбване на семената, черупките им придобиват еластичност, а самото семе увеличава обема си.
Процесът на набъбване на семената може да се характеризира с два показателя: 1) степента на набъбване е количеството вода в грамове, абсорбирано от семената във фазата на набъбване по отношение на 1 g сухо вещество; 2) число на набъбване – количеството вода в милилитри, което се абсорбира от 1 ml сухо вещество на семето.
Понякога процесът на подуване се характеризира с натиск, който възниква в резултат на увеличаване на обема по време на подуване. Това така наречено налягане на набъбване достига няколкостотин атмосфери и също е характерно за всеки вид. Увеличаването на теглото, дължащо се на абсорбиране на вода, и увеличаването на обема не се увеличават с еднаква скорост – обикновено увеличаването на обема е по-бързо и приключва по-рано от наддаването на тегло.
Фазата на набъбване завършва с абсорбирането на определено количество вода, което осигурява протичането на всички жизненоважни процеси, свързани с покълването. В зависимост от химичния състав на семената и естеството им е необходимо различно количество вода за кълване на семената.
Подуването спира поради пълното насищане на клетките или поради настъпването на равновесие между притока на вода в семената и дифузията на разтворими вещества от него. За нормалното протичане на тази фаза са необходими определена температура, влажност и кислород. Когато излюпените семена изсъхнат, е възможно да се върнете към предишната фаза, първоначалната.
Фаза на растеж на първичните корени
Започва от момента на клетъчното делене на първичния корен, но морфологично може да се фиксира малко по-късно – когато първичният корен се появи над семенната обвивка. В тази фаза се извършва и ново качествено преструктуриране на биохимичните процеси, което подготвя условията за възможността за растеж на кълнове (в корените се синтезират витамини и др.). За нормално биохимично пренареждане и растеж на корените е необходим различен хидротермален режим, отколкото за протичането на други фази. Фазата завършва с готовността на семето за развитие на кълн.
За повечето култури все още е възможно да се спре покълването на семената на тази фаза и да се върнат в първоначалното им състояние (спящо състояние), въпреки че за някои култури такъв преход вече е свързан с нарушение на физиологията и морфологията на покълването.
Фаза на развитие на кълнове
Започва с появата на кълнове и завършва с прехода на кълновете към автотрофно хранене. По-нататъшният растеж на корените продължава, но вече има всички възможности за развитие на кълновете, които също се развиват интензивно. Но тук вече са необходими други условия на хранене и външна среда.
От тази фаза няма връщане към пасивно състояние и когато развиващото се семе изсъхне, то умира. Фазата завършва с поява на оформен колеоптил в разсада при житните или с образуване на пъпка при други култури.
На тази фаза процесът на покълване на семената завършва, но младият разсад все още е обект на изследване на семената. Развиващият се разсад е в сложна зависимост от условията на околната среда, но все пак получава основното хранене и някои специфични съединения от семето.
Покълналите семена трябва да се считат само за тези, които имат образуван кълн (появата на кълн с първични корени), ако няма кълн, тогава, независимо от дължината на корените, семената не могат да се нарекат покълнали, а само покълнали ( тоест намиране в различни фази на покълване). За всички останали култури покълналите семена са тези, които имат корен равен най-малко на дължината на семето, а за кръглите семена – не по-малък от диаметъра на семето.

## Морфология на покълващото семе
Първият видим морфологичен признак за поникване на семената е кълването, а след това появата на корен. Коренът расте на дължина поради факта, че в края му има бързо делене на клетки, които образуват зоната на растеж на корена (coleorrhiza), а върхът на корена е покрит с коренова шапка – удебеляване с различни форми който изпълнява защитни функции.
Веднага щом развиващият се корен достигне обвивката на семето, той я разкъсва близо до микропила и излиза. Ако семето е затворено, освен това, в обвивката на плода, тогава коренът също го пробива. При семена с ендосперм коренът обикновено е много тънък, при други семена е относително по-дебел. По правило всички култури имат един корен, но при житните, освен главния корен, много скоро от допълнителните пъпки се развиват странични или адвентивни корени. Семената на полските култури имат следния брой корени: зимната пшеница от 2 до 6 (има повече корени в едрозърнестите сортове и по-малко в дребнозърнестите); пролетна пшеница от 3 до 7 (средно 5–6); зимна ръж от 4 до 9 (средно 5–6); ечемик шестореден 5-6, двуреден 7-8; овесени ядки от 2 до 6 (средно 3-4). Просото, могарът и царевицата чумиза покълват само с един корен.
Броят на зародишните корени може да характеризира качеството на семената. Има доказателства, показващи огромната роля на първичните корени при снабдяването на растението с вода и при формирането на добива, така че учените по семена трябва да обърнат голямо внимание на изследването на ембрионалните корени. Корените от шапката до семето или до хипокотила (при бобовите растения) са покрити с множество власинки, които снабдяват корена с вода и хранителни вещества. Признак за нормалното развитие на корена е наличието на свежи косми и проявата на геотропизъм, тоест извивката на гръбначния стълб.
При двусемеделните култури след появата на зародишния корен се разраства хипокотилният род (хипокотил), който изнася котиледоните на зародиша заедно с разположената между тях пъпка на повърхността на почвата. От тази пъпка се образува стъбло и първи листа, по които често се разпознават видовете (особено при кръстоцветните). При грах, фий, боб и някои други бобови растения след появата на корена надсемеделът (екотил) нараства, а котиледоните остават в почвата.